# هدی احمدبیگی
هدا احمدبیگی (زادهٔ تهران) عضو تیم ملی اینلاین هاکی زنان و عضو سابق تیم ملی اسکیت سرعت زنان ایران می باشد .

وی عضو تیم ملی اینلاین هاکی ایران  و عضو سابق تیم ملی اسکیت سرعت ایران است. وی در سال ۲۰۱۲ موفق به کسب اولین مدال برنز تیمی خود در رقابت‌های آسیایی چین شد.

## آغاز فعالیت ورزشی
هدا احمدبیگی اسکیت را از سال ۱۳۶۹ در پارک ملت تهران آغاز کرد. او ابتدا به شکل تفریحی در رشته اسکیت فعالیت می‌کرد اما پس از شروع برگزاری مسابقات در این رشته ، فعالیت خود در رشته اسکیت را به صورت حرفه ای تر ادامه داد . وی جزو اولین هاکی بازان دختر ایران می باشد که توانسته مقام هایی را در سطح ایران و آسیا کسب نماید.

## سابقه مربیگری
هدا احمدبیگی سابقه مربیگری تیم ملی اسکیت سرعت را در کارنامه خود دارد.او در زمانی که ورزشکار تیم ملی بود ، دوران مربیگری خود را با باشگاه انقلاب در سطح مربیگری پایه آغاز کرد و توانست درجات مربیگری را تا سطح درجه ۱ اسکیت سرعت ارتقاء دهد. پس از اتمام دوران ورزشکاری در رشته اسکیت سرعت، مربیگری در تیم ملی را به عهده گرفت . او برای اولین بار در سال ۱۳۸۹ به عنوان مربی تیم ملی اسکیت سرعت بانوان جهت اعزام به مسابقات جهانی ۲۰۱۰ کلمبیا انتخاب شد. وی ۶ دوره از سال ۱۳۸۹ تا ۱۳۹۵ مربیگری و هدایت تیم ملی اسکیت سرعت بانوان ایران را به عهده داشته است .
سنوات مربیگری تیم ملی اسکیت سرعت بانوان ایران
| ردیف | کشور      | سال  |
| ۱    | کلمبیا    | ۱۳۸۹ |
| ۲    | کره جنوبی | ۱۳۹۰ |
| ۳    | کره جنوبی | ۱۳۹۱ |
| ۴    | ایتالیا   | ۱۳۹۲ |
| ۵    |           | ۱۳۹۴ |
| ۶    | چین       | ۱۳۹۵ |
| ---- | --------- | ---- |

## افتخارات بین‌المللی
- مقام سوم پانزدهمین دوره رقابت های رولر اسکیت آسیا در رشته اینلاین هاکی (هی فی چین) ۲۰۱۲
- مقام چهارم شانزدهمین دوره رقابت های رولر اسکیت آسیا در رشته اینلاین هاکی (های نینگ چین) ۲۰۱۴
- مقام سوم هفدهمین دوره رقابت های رولر اسکیت آسیا در رشته اینلاین هاکی (لی شویی چین) ۲۰۱۶ [۱۰]
- مقام سوم هجدهمین دوره رقابت های رولر اسکیت آسیا در رشته اینلاین هاکی (نام وان کره جنوبی) ۲۰۱۸ [۱۱][۱۲]

## افتخارات کشوری در رشته اینلاین هاکی بانوان
- قهرمانی مسابقات دستجات آزاد اینلاین هاکی کشور - ۱۳۸۶
- قهرمانی مسابقات دستجات آزاد اینلاین هاکی کشور - ۱۳۸۷
- نائب قهرمانی اولین دوره مسابقات لیگ برتر اینلاین هاکی بانوان کشور - ۱۳۸۸
- قهرمانی دومین دوره مسابقات لیگ برتر اینلاین هاکی بانوان کشور - ۱۳۸۹
- مقام سومی سومین دوره مسابقات لیگ برتر اینلاین هاکی بانوان کشور - ۱۳۹۰
- قهرمانی چهارمین دوره مسابقات لیگ برتر اینلاین هاکی بانوان کشور -۱۳۹۱
- مقام سوم پنجمین دوره مسابقات لیگ برتر اینلاین هاکی بانوان کشور - ۱۳۹۲
- قهرمانی ششمین دوره مسابقات لیگ برتر اینلاین هاکی بانوان کشور- ۱۳۹۴
- نائب قهرمانی هفتمین دوره مسابقات لیگ برتر اینلاین هاکی بانوان کشور-۱۳۹۵
- قهرمانی هشتمین دوره مسابقات لیگ برتر اینلاین هاکی بانوان کشور - ۱۳۹۶
- قهرمانی رقابت های دستجات آزاد اینلاین هاکی بانوان کشور - به همراه تیم آی فیت پرو- [۱۳] ۱۳۹۷[۱۴]

## افتخارات کشوری در رشته اسکیت سرعت
- مقام دوم ماده ۳۰۰۰ متر استقامت در مسابقات دستجات آزاد  - ۱۳۸۲
- مقام دوم ماده ۵۰۰ متر سرعت در مسابقات دستجات آزاد - ۱۳۸۲
- مقام اول تیمی در مسابقات دستجات آزاد  - ۱۳۸۲
- مقام اول ماده ۵۰۰ متر سرعت در مسابقات دستجات آزاد -۱۳۸۳
- مقام اول ماده ۳۰۰ متر سرعت در مسابقات دستجات آزاد -۱۳۸۳
- مقام اول تیمی در مسابقات دستجات آزاد  - ۱۳۸۳
- مقام اول ماده ۱۰۰۰ متر در مسابقات سراسری دانشگاه آزاد اسلامی - ۱۳۸۳
- مقام دوم ماده ۳۰۰ متر سرعت در مسابقات قهرمانی کشور - [۱۵] ۱۳۸۵
- مقام دوم ماده ۵۰۰ متر سرعت در مسابقات قهرمانی کشور - [۱۵] ۱۳۸۵

## مدارک مربیگری و داوری
هدا احمدبیگی دارای مدارک مربیگری درجه ۱ اسکیت سرعت و درجه ۳ بین المللی اینلاین هاکی می باشد. وی در بخش داوری اینلای هاکی نیز دارای مدرک داوری درجه ۳ می باشد.